# Oreophrynella cryptica
Oreophrynella cryptica es una especie de anfibios de la familia Bufonidae.
Es endémica de Venezuela.
Su hábitat natural son los montanos secos.